# Sebt Jahjouh
Sebt Jahjouh (arabiska: سبت جحجوح) är en ort i Marocko, som i folkräkningen räknas som stad i landskommunen Jahjouh. Den ligger i provinsen El Hajeb och regionen Fès-Meknès, 110 km öster om huvudstaden Rabat. Antalet invånare var 3 750 vid folkräkningen 2014.